# Saumaise

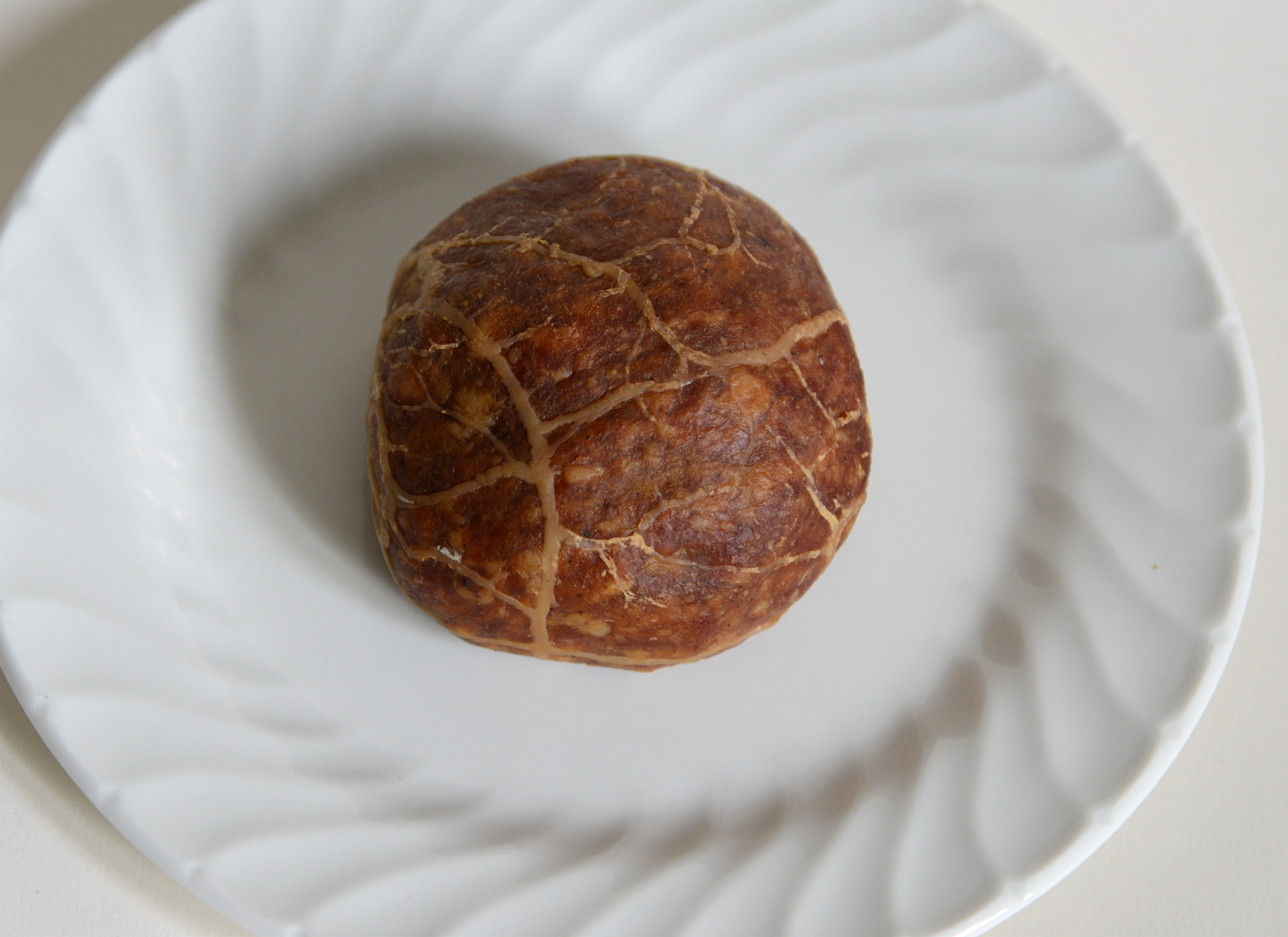
Waldviertler Saumaise

Die Saumaise (auch Schweinsmaise) ist ein aus fein faschiertem (gehacktem) Pökelfleisch geformtes Laibchen, das mit einem Schweinsnetz umhüllt ist. Sie ist eine österreichische Spezialität aus der Region Waldviertel, aber auch aus Kärnten und ist im Register der Traditionellen Lebensmittel aufgeführt. Traditionell wurden Saumaisen bei Hausschlachtungen hergestellt und auch gleich beim Sautanz auf der bäuerlichen Tafel aufgetragen.

## Bezeichnung
Der Begriff Maise dürfte auf das alt- und mittelhochdeutsche Wort meisilī, das kleine Schnitte bezeichnet, zurückzuführen sein.

## Zubereitung
Zur traditionellen Herstellung von Saumaisen in Österreich werden magere und fette Anteile von meist geselchtem Schweinefleisch beziehungsweise Pökelfleisch verwendet. Bei der Zubereitung werden die Fleischanteile mit Zwiebeln und Knoblauch durch den Fleischwolf gedreht und mit Paprikapulver, Zitronenschale, Salz sowie Pfeffer gewürzt. Die Masse wird sodann zu Laibchen geformt und in Stücke von Schweinsnetz eingeschlagen. Vor dem Verzehr werden Saumaisen gekocht oder im Backofen gebraten und mit diversen Beilagen serviert.
Über die traditionelle Variante hinaus gibt es österreichweit unterschiedliche, regionsspezifische Rezepturen. Allen Macharten gemeinsam ist das Einschlagen der knödelartig geformten Masse in ein Stück Schweinsnetz.

## Kärntner Variante
In Kärnten wird Schweinekopffleisch oder Schweinslunge und -herz verwendet. Die faschierten Innereien werden mit Rollgerste, Knödelbrot sowie weiteren Zutaten vermengt und zu Laibchen geformt. Die kärntnerische Bezeichnung Maischerln dürfte Sprachforschern zufolge über die slowenische Sprache wieder zurück ins Deutsche gekommen sein.

## Verbreitung, Beilagen
Die traditionell im bäuerlichen Bereich hergestellten Saumaisen sind in Österreich auch in der bodenständigen Gastronomie sowie im gewerblichen Bereich der Wursterzeugung erhältlich. Sie werden heiß verspeist. Als Beilagen sind gekochtes Sauerkraut, Kartoffeln, Kartoffelpüree oder Waldviertler Kartoffelknödel üblich.